# Brahojos de Medina
Brahojos de Medina – gmina w Hiszpanii, w prowincji Valladolid, w Kastylii i León, o powierzchni 27,44 km². W 2011 roku gmina liczyła 138 mieszkańców.